# India Today

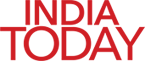

India Today is een wekelijks Indiaas Engelstalig nieuwsmagazine dat wordt uitgegeven door Living Media India Limited. Het is het meest verspreide tijdschrift in India. In 2014 lanceerde India Today een nieuwe online opiniesite, de DailyO.
Op 22 mei 2015 werd de nieuwszender India Today gelanceerd. 

## Geschiedenis
Het eerste nummer van India Today werd in New Delhi verkocht in december 1975, toen premier Indira Gandhi de noodtoestand uitriep.  Sinds 1985 is er een Hindi-uitgave verschenen. Het tijdschrift is sinds 1990 ook verkrijgbaar in het Telugu en Tamil en sinds 2006 in het Bengaals. Oorspronkelijk was het een tweewekelijkse uitgave, maar sinds juni 1997 verschijnt het wekelijks. Maandelijks verschijnen er bijlagen over de belangrijkste steden van het land.